# Rudolf Gabriel von Gross
Rudolf Gabriel Freiherr von Gross (* 28. Oktober 1822 in Weimar; † 15. September 1907 ebenda) war ein deutscher Jurist, Politiker und Publizist. Er war großherzoglich-sächsischer Staatsminister.

## Herkunft
Rudolf Gabriel von Gross war der Sohn des großherzoglich sächsischen Kammerherren und Geheimen Finanzrats Ludwig Albrecht Joseph Gabriel Freiherr von Groß (1793–1857) und der Amalie Freiin von Gross, geb. von Seebach (1802–1879), die als Schriftstellerin unter dem Pseudonym Amalie Winter auftrat. Sein jüngerer Bruder Siegfried Wilhelm Gabriel von Gross (* 26. Januar 1824; † 1850) war k. k. Leutnant im 2. österreichischen Husarenregiment „König Ernst August von Hannover“. Seine Schwester Melanie Gabriele von Gross (* 5. November 1834; † 1907) blieb unverheiratet.
Väterlicherseits stammte die Familie von Gross aus Bern, ursprünglich aus Zofingen. Der Großvater Albrecht David Gabriel von Gross (1756–1809) war der Sohn des im Dienst der Niederländischen Generalstaaten stehenden Generals der Infanterie und Kommandanten von Namur, Franz Gabriel von Gross (1715–1785), und hatte im niederländischen Regiment Mai als Major gedient, war dann Kommandant der Festung Bourtange in der Provinz Groningen und schließlich Oberstleutnant in britischen Diensten gewesen, bevor ihn der Großherzog von Sachsen-Weimar als Direktor der Militärakademie in Schloss Belvedere berief.

## Leben
Rudolf Gabriel von Gross studierte seit 1842 in Heidelberg, Jena und Leipzig die Rechtswissenschaften. 1845 und 1850 war er Legationssekretär der gemeinschaftlichen thüringischen Bevollmächtigten bei der Deutschen Union in Berlin und bei den freien Konferenzen in Dresden.
1851 wurde Gross zum Staatsanwalt und 1856 zum Oberstaatsanwalt in Eisenach ernannt. 1867 folgte seine Bestellung zum Rat beim Oberappellationsgericht in Jena sowie 1869 in Eisenach.
1871 wurde er als Geheimer Staatsrat in das Staatsministerium zu Weimar berufen und übernahm das Innen- und Außenressort. 1890 wurde er zum Staatsminister und Vorsitzenden des Staatsministeriums sowie zum ersten Bevollmächtigten des Großherzogtums im Bundesrat ernannt. Außerdem übernahm er das Justizministerium und 1891 noch dazu das Ministerium des großherzoglichen Hauses. 1899 zog er sich in den Ruhestand zurück und starb 1907 im Alter von 84 Jahren in Weimar.
Gross hat sich besonders durch die Förderung des Eisenbahnwesens, den Bau von Heilanstalten und die Errichtung mittlerer Gewerbeschulen Verdienste erworben. Von 1858 bis 1862 gab er die Zeitschrift Die Strafrechtspflege in Deutschland heraus. Seine eigenen Schriften behandeln meist das Kriminalrecht.

## Familie
Gross heiratete 1854 Gabriele Thekla, geb. Staff von Reitzenstein (* 15. November 1826; † 8. Juni 1895); diese Ehe wurde bereits nach einem Jahr geschieden. In zweiter Ehe heiratete er am 18. Juni 1869 die verwitwete Agnes von Gontard, geb. von Kracht (* 27. Juni 1831; † 20. Oktober 1873). Eine dritte Ehe ging er am 12. Februar 1876 mit Anna Helena geb. Nicolai (* 17. März 1838) ein.
Kinder aus zweiter Ehe waren Magdalena Agnes Amalia Melanie Gabriele Irmina von Gross (* 16. Oktober 1869), die am 9. Oktober 1893 Hans Freiherrn von der Tann-Rathsamhausen ehelichte, und Siegfried Wilhelm Gabriel von Gross (* 11. November 1870).